# ViewMyBrowser
| ViewMyBrowser           | ViewMyBrowser                                                               |
| ----------------------- | --------------------------------------------------------------------------- |
| ViewMyBrowser Logo      |                                                                             |
| Information             |                                                                             |
| Entwickler              | EGOTEC GmbH                                                                 |
| Aktuelle Version        | 15.03.0b                                                                    |
| Unterstützte Webbrowser | Internet Explorer 8+ Firefox 4+ Apple Safari 5+ Google Chrome 16+ Opera 14+ |
| Kategorie               | Browsersharing Vertriebshilfe Fernwartung Onlinesupport Webkonferenz        |
| Lizenz                  | Shareware                                                                   |
| Deutschsprachig         | ja                                                                          |
| www.viewmybrowser.de    |                                                                             |

ViewMyBrowser (kurz VMB) ist eine Browsersharing-Software für Fernwartungen, Onlinepräsentationen, Onlinemeetings, Vertriebshilfe und Online-Support, die als Cloud-Computingapplikation an Firewalls und NAT sowie Proxyservern vorbei arbeitet und im Jahr 2011 den SAP-Preis „Best Cloud Idea“ erhielt. Im Gegensatz zu Teamviewer Remote nutzt VMB nur die HTTP und WebSocket-Protokolle innerhalb des Browsers. Es wurde dazu konzipiert, aktiv sowie passiv zu einer Profitsteigerung bei Onlineshops und Webanwendungen zu führen, aktiv durch die Vertriebshilfe, passiv durch Onlinesupport.

## Betriebssysteme
VMB ist mit allen gängigen Webbrowsern kompatibel. Zusätzlich existieren als Alternative zur Webapplikation Desktopanwendungen für Windows, OS X und verschiedenen Linux-Distributionen, welche nahezu alle Funktionen der Webanwendung anbieten.

## Programm
Da VMB eine Cloudapplikation ist, ist selbstverständlicherweise eine Internetverbindung vorausgesetzt. Es werden Verbindungen über das Internetprotokoll Version 4 und Internetprotokoll Version 6 unterstützt. Zur Übertragung des Browserinhalts wird JavaScript verwendet. Es wird in bestimmten Intervallen beim Sessionantragsteller der DOM-Baum ausgelesen und an den Supporter übermittelt, wo er wieder verlustfrei dargestellt wird. Durch den Einsatz von Websockets gibt es so gut wie keine Zeitverzögerung.
VMB kann auch kostenfrei verwendet werden, jedoch ist dann die Browsersharingfunktion deaktiviert und es kann nur noch gechattet werden.

## Praktische Anwendung
VMB wird über einen Javascript-Kodeschnipsel beispielsweise in eine Website, einen Onlineshop oder eine Webapplikation eingebunden und bietet sofort die gesamte GUI. Über diese hat der Besucher die Möglichkeit, eine Browsersharing-Session zu starten. Diese Session ermöglicht es dem Betreiber der Seite, Support anzubieten oder sie als Vertriebshilfe zu nutzen.

## Datenschutz
Sämtliche Daten werden verschlüsselt übermittelt. Dies geschieht entweder über das HTTPS- oder das WSS-Protokoll, je nachdem welcher Webbrowser verwendet wird und ob Websockets unterstützt werden.